# Synallaxis ruficapilla
Synallaxis ruficapilla là một loài chim trong họ Furnariidae.